# اتحاد نيكاراغوا لكرة القدم
تأسس اتحاد نيكارغوا لكرة القدم في عام 1931م وانضم إلى الإتحاد الدولي لكرة القدم في 1950م وإنضم إلى اتحاد أمريكا الشمالية لكرة القدم في 1968م.

## روابط خارجية
- الموقع الرسمي
- نيكاراغوا على موقع الفيفا